# Henri van Goudoever
Henri Daniël van Goudoever (Utrecht, 12 november 1898 – 3 maart 1977) was een Nederlands dirigent, cellist, componist en antroposofisch denker.

## Achtergrond
Hij was een zoon van de advocaat en latere bankdirecteur Maurits Lodewijk van Goudoever en Judith van Walré. Hij werd geboren aan de Catharijnesingel nummer 40. Grootvader Louis Christiaan van Goudoever was hoogleraar en een jaar rector magnificus aan de Universiteit Utrecht. Hijzelf trouwde in 1922 met Abrahamina Cornelie Charlotte Georgette Vosmaer, dochter van ingenieur en directeur van de Haagsche plateelbakkerij Alexander Vosmaer. Het paar woonde enige tijd aan de Amsterdamse P.C. Hooftstraat 8.

## Carrière
Als musicus werd hij gevormd in zijn geboortestad door Johan Wagenaar, waardoor hij, met Peter van Anrooy, Emile Enthoven, Alexander Voormolen, Léon Orthel en Willem Pijper, tot de 'Utrechtse school' gerekend wordt. Hij studeerde cello bij Gérard Hekking. Hij trok al vroeg de aandacht van de beroemde dirigent Willem Mengelberg, die met het Concertgebouworkest twee werken van de 21-jarige componist in première bracht: Sphinx in februari 1919 en Impressie in oktober van dat jaar.
Na zijn studie was hij cellist in het Concertgebouworkest, waarmee hij ook als solist optrad. Hij speelde daarbij het Celloconcert van Cornelis Dopper. Hij soleerde ook dikwijls in eigen werk, bijvoorbeeld zijn Suite voor cello en orkest stond negen keer op de lessenaar van het Concertgebouworkest (acht maal met Mengelberg, eenmaal met Dopper). Mengelberg en Van Goudoever speelden het in 1922 ook in Carnegie Hall in New York met de New York Philharmonic. Daarna trok hij naar Duitsland. Hij was kortstondig assistent van Karl Muck bij de Bayreuther Festspiele en had ook contact met Richard Strauss. Op diens voorspraak werd hij in 1924 door Prins Ferdinand van Saksen-Coburg-Gotha-Koháry (de voormalige tsaar Ferdinand I van Bulgarije) als operadirigent naar het Landestheater in Coburg gehaald. In 1930 dirigeerde hij in afwisseling met Bruno Walter in Parijs Die Fledermaus van Johann Strauss jr. Hij dirigeerde ook enkele symfonische concerten in de Franse hoofdstad. Het waren zijn enige echt internationale successen als dirigent.
Na acht jaar in Coburg keerde hij terug naar Nederland. Toen Evert Cornelis in 1931 was overleden, kwam diens opvolging aan de orde bij het Utrechts Stedelijk Orkest. Op aanbeveling van Mengelberg dirigeerde Van Goudoever in het voorjaar van 1932 een concert op proef, dat bij pers, publiek en orkest meer in de smaak viel dan dat van zijn concurrent Paul van Kempen. Hij werd dan ook aangesteld als vaste dirigent. Voortbouwend op Cornelis' arbeid maakte hij vooral veel werk van de educatieve taken van het USO. Hij voerde met succes werken uit van de toen nog weinig gespeelde Anton Bruckner en Jean Sibelius en dirigeerde ook veel nieuwe Nederlandse composities. Op 1 maart 1934 maakte hij ook zijn debuut als gastdirigent bij het Concertgebouworkest, dat hij tien jaar eerder als cellist had verlaten. Op het programma stond onder meer de Symfonie van César Franck. Het bleef bij één keer.
Tussen het USO en Van Goudoever, die zich steeds meer in esoterie verloor, klikte het niet. Hij was zozeer gericht op zijn eigen innerlijke ontwikkeling en op de diepere inhoud van de muziek, dat hij geen overwicht meer had op de musici. Het kwam in februari 1937 tot een conflict, toen 60 USO-musici het vertrouwen in hem opzegden. Zij kregen ontslag, maar dat werd snel ongedaan gemaakt. Hij kreeg drie maanden verlof om zich op zijn positie te bezinnen. Willem van Otterloo nam zijn concerten over. In juni 1937 nam Van Goudoever ontslag om zich te gaan wijden aan "een ander levensideaal", waarmee hij doelde op onder meer de antroposofische beweging. Hij werd opgevolgd door Carl Schuricht, een internationaal bekende dirigent, en Van Otterloo, die al enkele jaren cellist en tweede dirigent van het USO was.
Na zich enkele jaren vooral in stilte te hebben gewijd aan de bestudering van de geschriften van de antroposoof Rudolf Steiner, trad hij meer en meer naar buiten. Hij was actief in de antroposofische beweging en hield talloze lezingen, met name in Nederland, Duitsland en Zwitserland. Ook schreef hij enkele antroposofische geschriften.
Dankzij inspanningen van zijn familie werd in 2009 zijn Suite voor cello en orkest twee maal uitgevoerd door het Rotterdamse symfonieorkest 'Intermezzo' onder leiding van Coen van der Heide. Mariëtte Landheer was de soliste.

## Enkele composities
- 1918: Kattenmuziek, lied in Des-groot voor zangstem (sopraan of alt of tenor) en piano of klavecimbel
- 1919: Sphynx (Nocturne) voor orkest
- 1919: Impressie voor orkest
- 1921: Suite voor cello en orkest (hommage à Gérard Hekking); herziene versie 1923
- 1921: Le Temple bleu in f-klein voor cello en orkest (à Gérard Hekking)

## Enkele publicaties
- Eine Betrachtung űber den Anthroposophischen Seelenkalender, Uitg. Vrij Geestesleven, Zeist, z.j. [1975]. 53 p. ISBN 9060380460
- Over de mysteriedrama's van R. Steiner. Vijf beschouwingen uit de Mededelingen van de Antroposofische beweging in Nederland, jaargang 1950. Uitg. Den Haag, 1982.